# Edward IV York
Edward IV (ur. 28 kwietnia 1442 w Rouen, zm. 9 kwietnia 1483 w Westminsterze) – król Anglii w latach 1461–1483, z krótką przerwą w latach 1470–1471. Edward był synem Ryszarda Plantageneta, 3. księcia Yorku i Cecylii Neville, córki Ralpha Neville’a, 1. hrabiego Westmoreland.

## Dzieciństwo i młodość

Biała Róża Yorków

Edward urodził się w 1442 roku w Rouen we Francji, w czasie gdy jego ojciec był namiestnikiem angielskich posiadłości na kontynencie. Niewiele wiemy o jego dzieciństwie. Pod koniec lat pięćdziesiątych XV wieku Edward został mianowany hrabią Marchii i brał udział w walkach ojca z Lancasterami – stronnikami królowej Małgorzaty Andegaweńskiej i jej męża, chorego na umyśle Henryka VI. Po klęsce ojca pod Ludford Bridge w 1459 roku Edward musiał uciekać do Calais, razem z dwoma czołowymi stronnikami swego ojca – 5. hrabią Salisbury i Richardem Neville’em, 16. hrabią Warwick, który w późniejszych latach miał dosłużyć się przydomka „Twórcy królów” (Kingsmaker). W roku 1460 wrócił do Anglii razem z Neville’ami. 10 lipca w bitwie pod Northampton wzięto do niewoli króla Henryka. Jednak karta wojny odwróciła się raz jeszcze i 30 grudnia książę Yorku zginął w bitwie ze stronnikami królowej pod Wakefield. Edward został nowym księciem Yorku i zgłosił pretensje do tronu Anglii.

## Walka o koronę

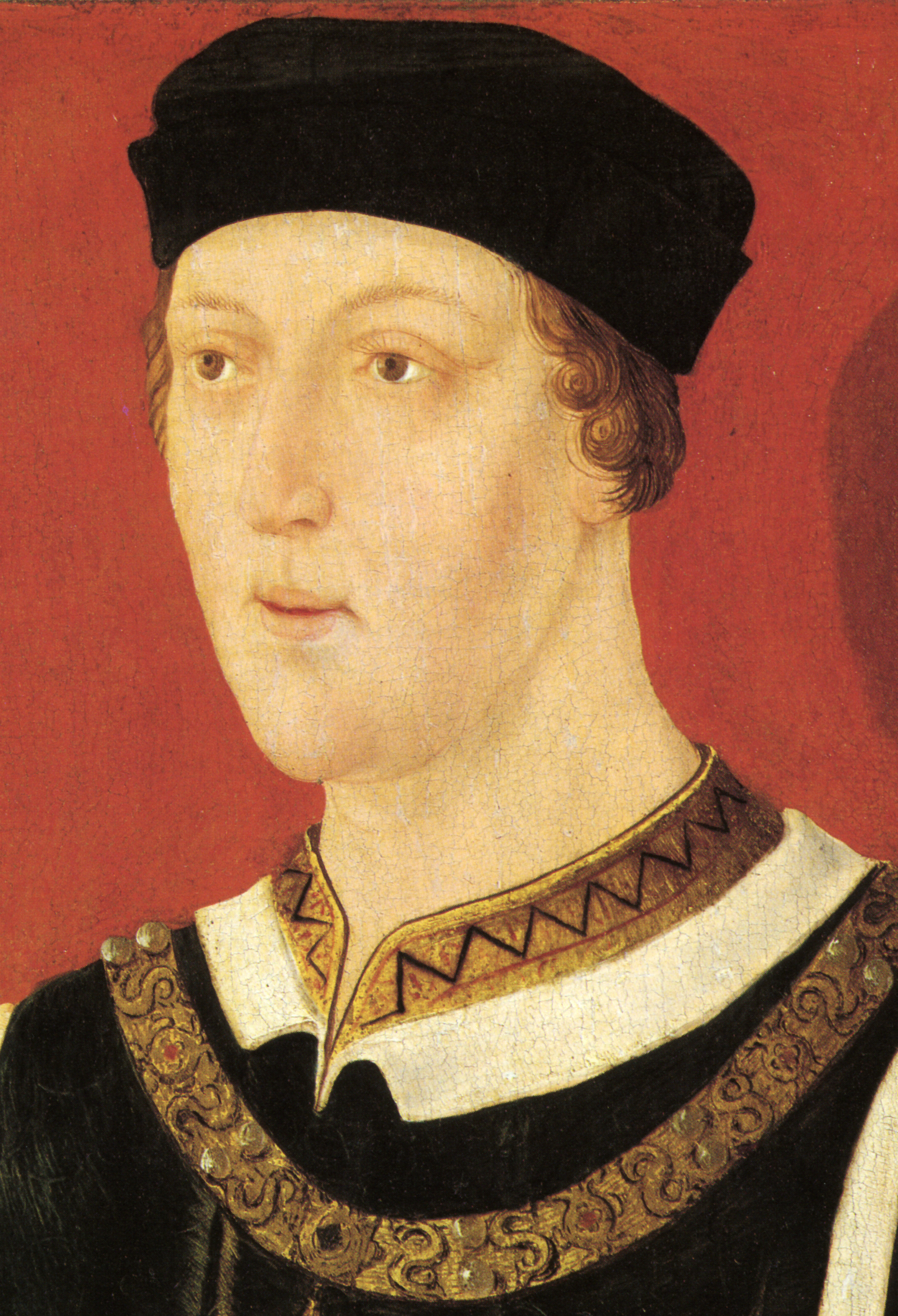
Henryk VI, chory na umyśle król Anglii

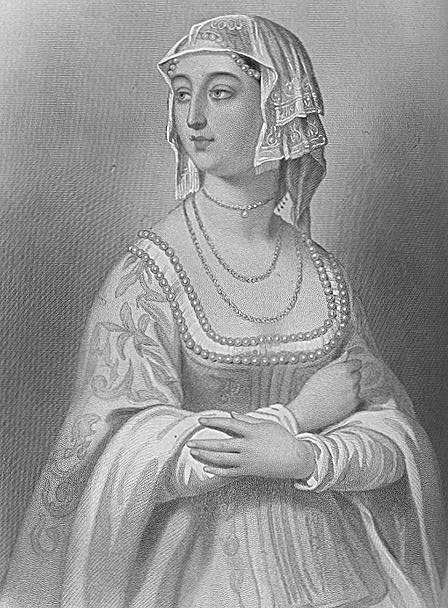
Małgorzata Andegaweńska, królowa Anglii

Po sukcesie pod Wakefield królowa Małgorzata udała się na północ, do Szkocji i przekonała regentkę, królową-wdowę Marię z Geldrii, do udzielenia stronnictwu Lancasterów zbrojnej pomocy. Armia szkocka zgromadziła się w Berwick i ruszyła na południe, jednak był to marsz dość powolny, gdyż Małgorzata nie miała czym zapłacić szkockim wojakom i mogła tylko obiecywać im wielkie bogactwa, jakie mogą zdobyć na południu Anglii. Szkoci w drodze "dorabiali się" na własną rękę, plądrując przemierzane okolice, co nie przysporzyło zwolenników "sprawie lancasterskiej".
Tymczasem młody książę Yorku postanowił nie dopuścić do połączenia się armii szkockiej z maszerującą z Walii armią hrabiego Pembroke. 2 lutego 1461 r. pod Mortimer’s Cross Edward pokonał Pembroke'a, który ratował się ucieczką z pola bitwy. Jego ojciec, Owen Tudor, były kochanek królowej Katarzyny, matki Henryka VI, został po bitwie stracony.
Tymczasem Warwick, znajdujący się w Londynie, postanowił stawić czoła wojskom królowej. Zebrał dość sporą armię i wziął ze sobą króla Henryka. 22 lutego 1461 r. dał się jednak zaskoczyć pod St Albans i poniósł ciężką klęskę. Lancasterowie odbili króla Henryka VI, który podczas bitwy siedział pod drzewem i śpiewał. Zwycięzcy nie wykorzystali jednak swojego sukcesu i nie ruszyli na Londyn, zadowalając się spustoszeniem okolicy.
Tymczasem Edward połączył się z resztkami armii Warwicka i wkroczył do Londynu, czemu towarzyszył entuzjazm mieszkańców stolicy. 4 marca książę Yorku został ogłoszony królem Edwardem IV. Nowy król ruszył następnie przeciw wojskom lancasterskim, dowodzonym przez Henryka Beauforta, 3. księcia Somerset. W Niedzielę Palmową, 29 marca 1461 r., w gęsto padającym śniegu Edward zaatakował Lancasterów pod Towton. Armia Lancasterów przestała istnieć; zginęli m.in. hrabia Northumberland, hrabia Wiltshire i baron Clifford, a hrabia Devon został stracony na polu bitwy. Somerset, królowa i król uciekli do Szkocji. Edward był panem sytuacji.

## Konflikt z Warwickiem
Po powrocie do stolicy Edward koronował się na króla 28 czerwca 1461 r. Lancasterowie nie zostali jednak jeszcze doszczętnie rozbici. Następne 3 lata wojska królewskie zajmowały się zdobywaniem lancasterskich twierdz i zwalczaniem buntowniczych zapędów zwolenników obalonego monarchy. W 1464 r. brat Warwicka, John Neville, 1. markiz Montagu, rozgromił armię lancasterską pod Hedgeley Moor (25 kwietnia) i Hexham (15 maja). W tych dwóch bitwach zginęli czołowi zwolennicy Lancasterów – książę Somerset i lord Ros. W 1465 r. do niewoli dostał się król Henryk VI, który został osadzony w Tower, w dość komfortowych warunkach.
Hrabia Warwick osadzając Edwarda na tronie spodziewał się, że Edward będzie „królem malowanym”, zaś cała władza spocznie w ręku ambitnego hrabiego. Bardzo szybko okazało się, że Warwick przeliczył się w swoich rachubach. Edward rządził mądrze i energicznie. Szybko zaskarbił sobie popularność wśród ludu, nie przepadającego za butnym magnatem. Początkowo stosunki między królem a hrabią układały się poprawnie i Warwick miał prawo czuć się drugą osobą w kraju. To jednak było dla niego za mało.

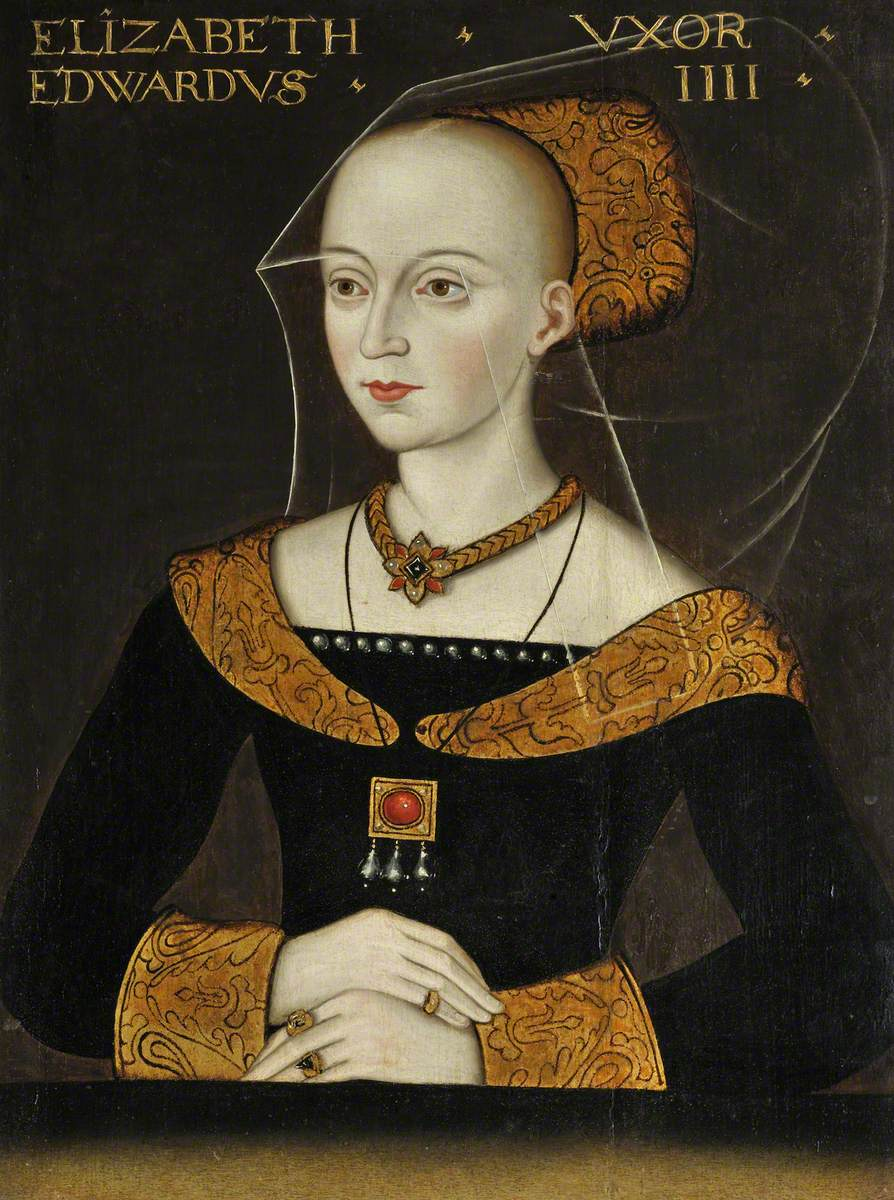
królowa Elżbieta Woodville

Do pierwszego spięcia doszło w 1464 r. Warwick planował ożenić Edwarda z księżniczką z królewskiego rodu. W 1464 r. na sesji Parlamentu poinformował króla o planach jego mariażu z księżniczką francuską. Ku zaskoczeniu zebranych król odparł, że takie małżeństwo nie wchodzi w grę, gdyż on sam jest już żonaty. Wybranką jego serca okazała się lady Elżbieta Woodville, wdowa po sir Johnie Greyu, 7. baronie Ferrers of Groby córka pochodzącego z ludu awanturnika i karierowicza Richarda Woodville’a. Warwick to małżeństwo uznał za swoją obrazę, a jego stosunki z królem stały się chłodniejsze.
Wkrótce dwór królewski został zdominowany przez biednych, ale nieskończenie ambitnych krewniaków królowej. Taka sytuacja nie odpowiadała nie tylko Warwickowi, który czuł, że traci wpływy, ale także młodszemu bratu króla, Jerzemu, księciu Clarence, którzy wkrótce zaczęli spiskować przeciwko Edwardowi. Zyskali nawet poparcie króla Francji Ludwika XI, chcącego, aby w królestwie Anglii było jak najwięcej zamieszania.

## Bunt

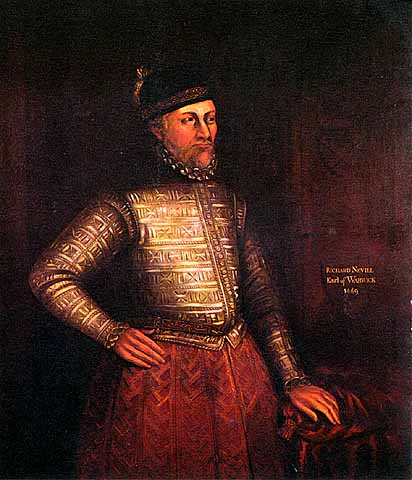
Hrabia Warwick, którego ambicje doprowadziły go do upadku

Po 1467 r. konflikt króla z Warwickiem zaostrzał się. Oprócz sprawy królewskiego małżeństwa doszły jeszcze różnice zdań w polityce zagranicznej. Warwick opowiadał się za sojuszem z Francją, natomiast Edward wolał tradycyjny sojusz Anglii z księstwem Burgundii. Narastające nieporozumienia doprowadziły do wybuchu rebelii.
Wszystko zaczęło się w 1469 r. od rozruchów na północy wywołanych przez człowieka podającego się za niejakiego Robina z Redesdale (później okazało się, że był to jeden z oficerów Warwicka). Król ruszył na północ z niewielkimi siłami. Warwick i Clarence przekonali króla, że jest to mała rebelia i nie potrzeba wielkich sił do jej stłumienia. Król wyruszył więc z niewielką armią, natomiast dwaj spiskowcy rozpoczęli rozpowszechnianie pogłosek, jakoby Edward był nieślubnym dzieckiem. Prawowitym królem w tym momencie stawał się książę Clarence.

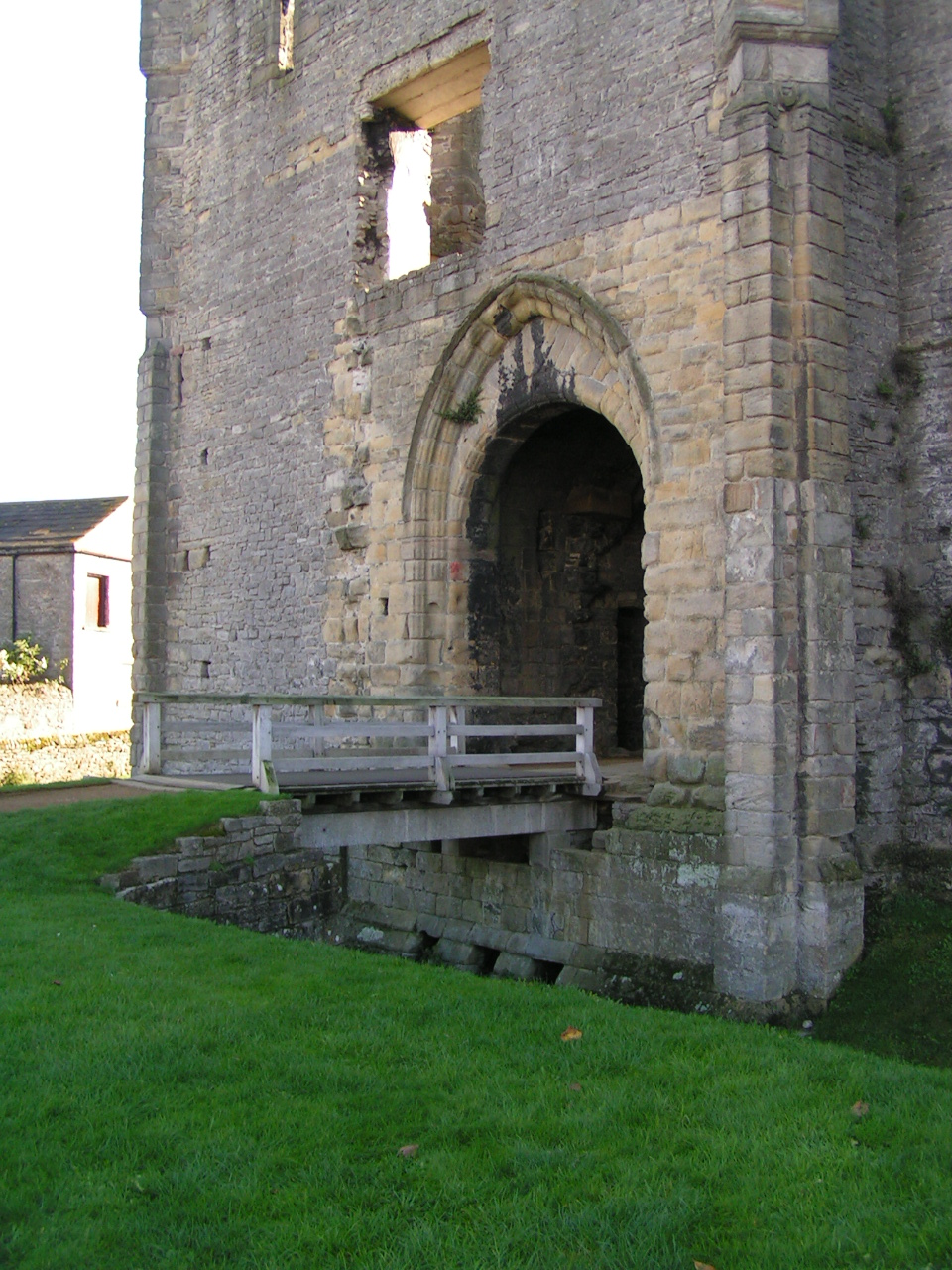
Middleham Castle, tu uwięziono Edwarda IV w 1469 r.

Tymczasem Edward po dotarciu na miejsce zorientował się, że jego siły nie wystarczą na stłumienie rebelii. Wezwał więc na pomoc oddziały Williama Herberta, 1. hrabiego Pembroke. Tymczasem Warwick i Clarence otwarcie opowiedzieli się za rebelią. Warwick zebrał siły i ruszył na północ. 26 lipca 1469 r. pod Edgecote Moor pokonał wojska królewskie. Pembroke został ścięty, zaś Edward trafił do niewoli i został uwięziony w zamku Middleham. Rivers został schwytany i ścięty. W Yorku miał się zebrać Parlament, który uznałby nieślubne pochodzenie Edwarda i wybrał księcia Clarence na króla.

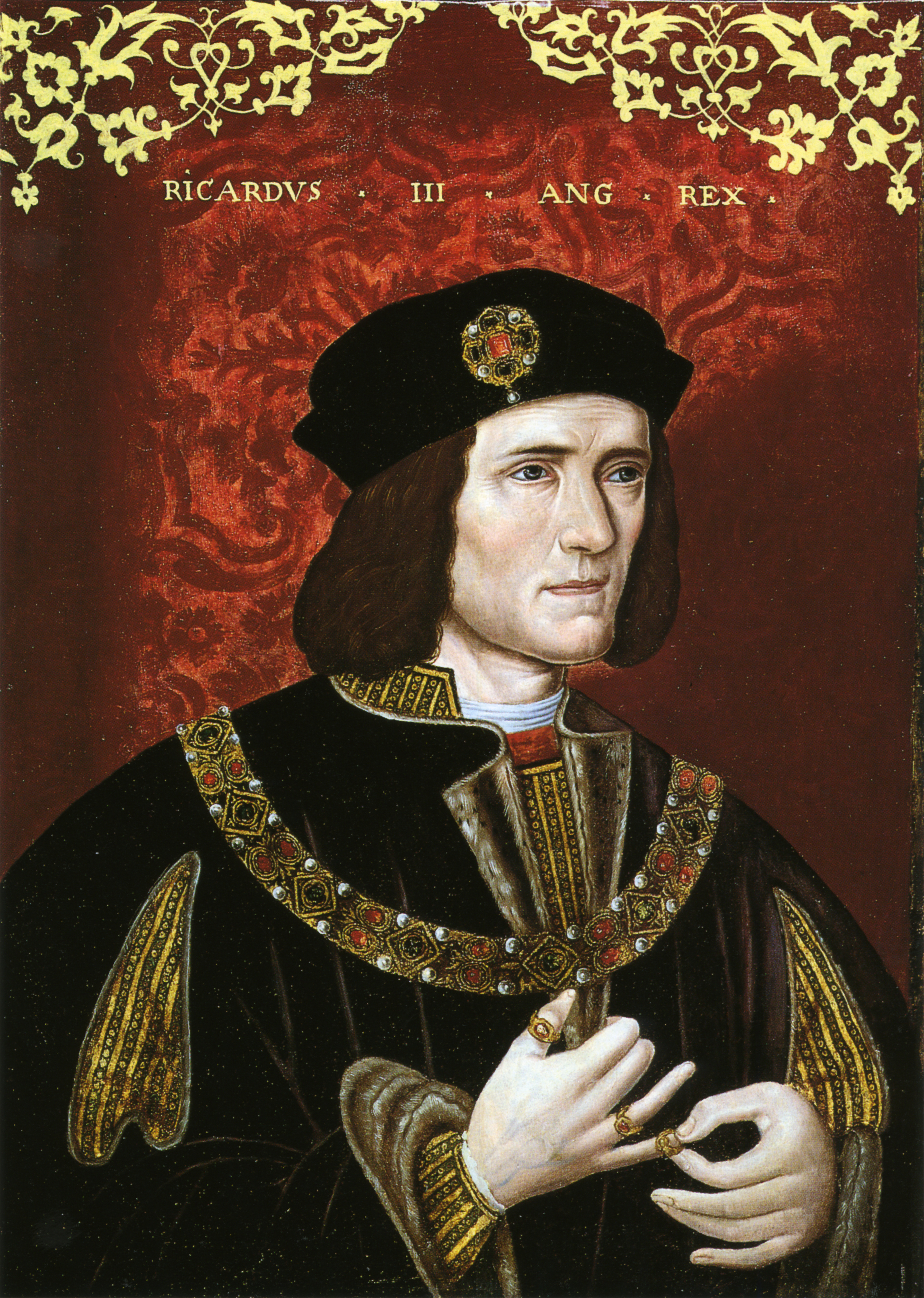
Ryszard, książę Gloucester, najwierniejszy stronnik Edwarda

Z tych planów nic nie wyszło. Najmłodszy brat króla, Ryszard, książę Gloucester i większość baronów dochowała wierności królowi. Gloucester zebrał armię i uwolnił króla. Warwick i Clarence zostali uznani za zdrajców i musieli uciekać z kraju. Udali się do Francji, gdzie Ludwik XI doprowadził do pogodzenia się Warwicka z królową Małgorzatą. Córka hrabiego Anna Neville została zaręczona z synem Małgorzaty Edwardem Westminsterem, księciem Walii. Jesienią 1470 r. Warwick ze stronnikami Lancasterów wylądował w Anglii.

## Readepcja Henryka VI
W kraju Warwickowi udzielił poparcia jego brat, markiz Montagu, rozczarowany rządami Edwarda IV. Opuszczony przez większość stronników król wraz z księciem Gloucester uciekli do Burgundii. W październiku 1470 r. Warwick zdobył Londyn, zaś na tron Anglii wrócił Henryk VI. Tymczasem Edward IV przy poparciu Karola Zuchwałego, księcia Burgundii, w marcu 1471 r. wylądował w Holderness. Clarence, który zorientował się, że przy Warwicku również nie ma co liczyć na koronę, poparł brata. Edward wkroczył do Londynu.
Do decydującego starcia doszło w mglisty dzień, 14 kwietnia 1471 r. pod Barnet. Dowodzący na prawym skrzydle armii Warwicka hrabia Oxford odniósł spory sukces zmuszając do ucieczki lewe skrzydło Yorków. Jednak powracające na pole bitwy hufce Oxforda zostały omyłkowo wzięte za wojska Edwarda i ostrzelane przez lancasterskie centrum. Armię Warwicka ogarnęła panika. Uderzenie wojsk Yorków doprowadziło do ostatecznej klęski przeciwnika. Oxford salwował się ucieczką, zaś Warwick i Montagu zginęli na polu bitwy. Ich nagie ciała położono na posadzce katedry Westminsterskiej, by unaocznić wszystkim kres domu Neville’ów.

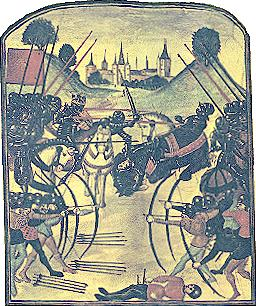
Bitwa pod Tewkesbury zakończyła na pewien czas lancasterskie próby zdobycia tronu Anglii

Tymczasem, w dniu bitwy pod Barnet, do Anglii przybyła królowa Małgorzata z synem Edwardem Westminster. Król, wraz z braćmi – Clarencem i Gloucesterem, ruszył przeciwko nim. Do bitwy doszło 4 maja pod Tewkesbury. Główne uderzenie poszło na prawe skrzydło Lancasterów, którymi dowodził książę Somerset. Centrum i lewe skrzydło związane walką nie mogły mu pomóc. Wściekły, że nie udzielono mu pomocy, Somerset podjechał z pretensjami do dowodzącego w centrum lorda Wenlocka. Po wymianie zdań Somerset rozpłatał czaszkę Wenlockowi. Na widok mordujących się wzajemnie wodzów armia lancasterska straciła ducha bojowego i poszła w rozsypkę. Młody Edward Westminster został doścignięty przez Clarence’a i zabity. Somerset trafił do niewoli i został ścięty. Uwięziono również królową Małgorzatę i jej synową Annę. 21 maja król Edward zdecydował się zabić Henryka VI. Dokonano tego w nocy, zaś publicznie ogłoszono śmierć z przyczyn naturalnych.

## Czas pokoju
Po bitwie pod Tewkesbury w Anglii nareszcie zapanował spokój, który przetrwał do śmierci Edwarda. Jedynym zbrojnym działaniem podjętym w tym czasie była wyprawa do Francji w 1475 r., jednak brak pomocy ze strony księcia Burgundii i spora suma pieniędzy ofiarowana przez Ludwika XI skłoniły Edwarda do zawarcia pokoju w Picquigny, który dawał Edwardowi 75 000 koron od ręki i kolejne 50 000 co roku. Edward obiecał wrócić do Anglii i nie podnosić swoich pretensji do francuskiego tronu.
Pod koniec panowania Edwarda Anglia zdecydowała się poprzeć pretensje księcia Albany (młodszego brata króla Jakuba III) do szkockiego tronu. Działania księcia Gloucester w 1482 r. doprowadziły do zdobycia Edynburga i zawarcia korzystnego pokoju ze Szkocją, ale królem wciąż pozostał Jakub III.
Okres pokoju przyczynił się do odrodzenia się angielskiej gospodarki i wzrostu zamożności. Liczne przywileje ożywiły handel i życie miejskie. Za panowania Edwarda wydrukowano w Anglii pierwszą książkę (był to podręcznik do gry w szachy, wydrukowany przed Williama Caxtona i dedykowany księciu Clarence). Hojność i przystępność Edwarda przysparzały mu zwolenników.
Cieniem na to kładło się jednak rozpanoszenie się na dworze Woodville’ów, krewniaków królowej. Denerwowało to zwłaszcza przedstawicieli możnych rodów, którzy nie mogli ścierpieć łask wyświadczanych parweniuszom, którzy z biegiem lat wywierali coraz większy wpływ na króla. Głównym ich wrogiem był książę Clarence, któremu, na własne nieszczęście, nie schodziła z pola widzenia wizja królewskiej korony. Po śmierci księcia Burgundii w 1477 r. pretendował do ręki jego jedynej córki i dziedziczki, Marii. Edward odmówił popierania kandydatury brata, co ten uznał za wynik działania Woodville’ów. Clarence wdał się w kolejne spiski i począł rozgłaszać, że małżeństwo Edwarda jest nielegalne (król podobno podczas ślubu z Elżbietą był już żonaty z lady Eleonorą Talbot).
Książę został wkrótce schwytany i oskarżony o zdradę stanu. Prośby księcia Gloucester o łaskę dla brata nie dały rezultatu – Woodville’owie użyli całego swojego wpływu na Edwarda, aby ten utrzymał w mocy wyrok śmierci. 18 lutego 1478 r. Clarence został utopiony w beczce małmazji.

## Król prywatnie
Edward był mężczyzną wysokim i przystojnym, uważanym za najprzystojniejszego mężczyznę swoich czasów. Zrozumiałe jest więc, że cieszył się wielkim powodzeniem wśród kobiet. Jego najsłynniejszą kochanką była Jane Shore. Edward folgował uciechom łoża z równym animuszem jak uciechom stołu – lubił dobrze zjeść i dobrze wypić, dlatego często wyprawiał w Westminsterze wystawne uczty i bale.
Taki tryb życia doprowadził do tego, że tusza Edwarda przybrała dość pokaźne rozmiary. Wiosną 1483 r. król nagle zapadł na zdrowiu. Zmarł 9 kwietnia wskutek obżarstwa, przepicia i nadmiernego folgowania sobie z kobietami. Podobno rękę do jego śmierci przyłożyła Jane Shore, która przy pomocy nadwornego medyka i za wiedzą królowej otruła Edwarda, ale nie ma na to żadnych dowodów.
Następcą króla został jego nieletni syn Edward V (nie został koronowany). Na regenta król wyznaczył swojego stryja, najmłodszego brata swego ojca Edwarda IV, księcia Gloucester, późniejszego króla Ryszarda III.

## Życie prywatne
1 maja 1464 r. w małej kapliczce w Northamptonshire Edward poślubił wdowę po Johnie Greyu Elżbietę Woodville (ur. prawd. 1437 – zm. 8 czerwca 1492), córkę Richarda Woodville’a, późniejszego 1. hrabiego Rivers i Jakobiny Luksemburskiej, córki Piotra Luksemburskiego, hrabiego de Saint-Pol. Miał z nią trzech synów i siedem córek:
- Elżbieta (11 lutego 1466 – 11 lutego 1503), żona Henryka VII Tudora, króla Anglii[4]
- Maria (11 sierpnia 1467 – 23 maja 1482)[4]
- Cecylia (20 marca 1469 – 24 sierpnia 1507), żona Johna Wellesa, 1. wicehrabiego Welles a następnie Thomasa Kymbe'a[4]
- Edward V (4 listopada 1470 – 1483 (?)), król Anglii[4]
- Małgorzata (10 kwietnia 1472 – 11 grudnia 1472)[4]
- Ryszard Shrewsbury (17 sierpnia 1473 – 1483 (?)), 1. książę Yorku[4]
- Anna (2 listopada 1475 – 23 listopada 1511), żona Thomasa Howarda, 3. księcia Norfolk[4]
- Jerzy (marzec 1477 – marzec 1479), książę Bedford[4]
- Katarzyna (14 sierpnia 1479 – 15 listopada 1527), żona Williama Courtenaya, 1. hrabiego Devon[4]
- Brygida (10 listopada 1480 – 1517), zakonnica[4]

Edward miał też wiele dzieci z nieprawego łoża, m.in.:
Z lady Eleonorą Talbot:
- Edward de Wigmore (zm. 1468 r. w młodym wieku)

Z Elizabeth Lucy:
- Elżbieta Plantagenet (ur. ok. 1464), żona sir Thomasa Lumleya
- Artur Plantagenet (1460/1470 – 3 marca 1542), 1. wicehrabia Lisle

Z nieznaną z imienia kobietą:
- Grace Plantagenet (zm. po 1492 r.), wiadomo o niej, że uczestniczyła w pogrzebie Elżbiety Woodville
- Maria Plantagenet, żona Henry’ego Harmana of Ellam
- nieznana z imienia córka, żona Johna Tucheta, 6. barona Audley